# 德克薩斯號戰艦 (BB-35)
德克薩斯號（BB-35）是紐約級戰艦的二號艦，也是美國海軍第二艘以德克薩斯州命名的艦隻。她為美國海軍服役34年，成為該戰亂年代的活見證。她參與了1914年墨西哥坦皮科事件、在一次大戰為協約國船隻護航、二次大戰時更活躍於大西洋、北非、參與諾曼地登陸，再轉戰太平洋，協助盟軍登陸硫磺島與沖繩島，單在二戰就獲得了5枚戰鬥星章。除役後德克薩斯號改建成侯斯頓的浮動博物館，偶爾也會參與電影拍攝。
德克薩斯號之所以聞名於世，乃其保持的多項歷史性紀錄。她既是美國尚存最早的無畏艦，又是世上少數現存、曾服役兩次大戰的軍艦，也是現存唯一服役兩次大戰的主力艦。
就美國而言，德克薩斯號更是美軍第一艘裝上防空高炮及現代火控系統、彈射軍用偵察機、民間設計的艦載雷達、永久改裝成博物館船、及被評作美國國家級歷史地標的戰艦。

## 建造與配置

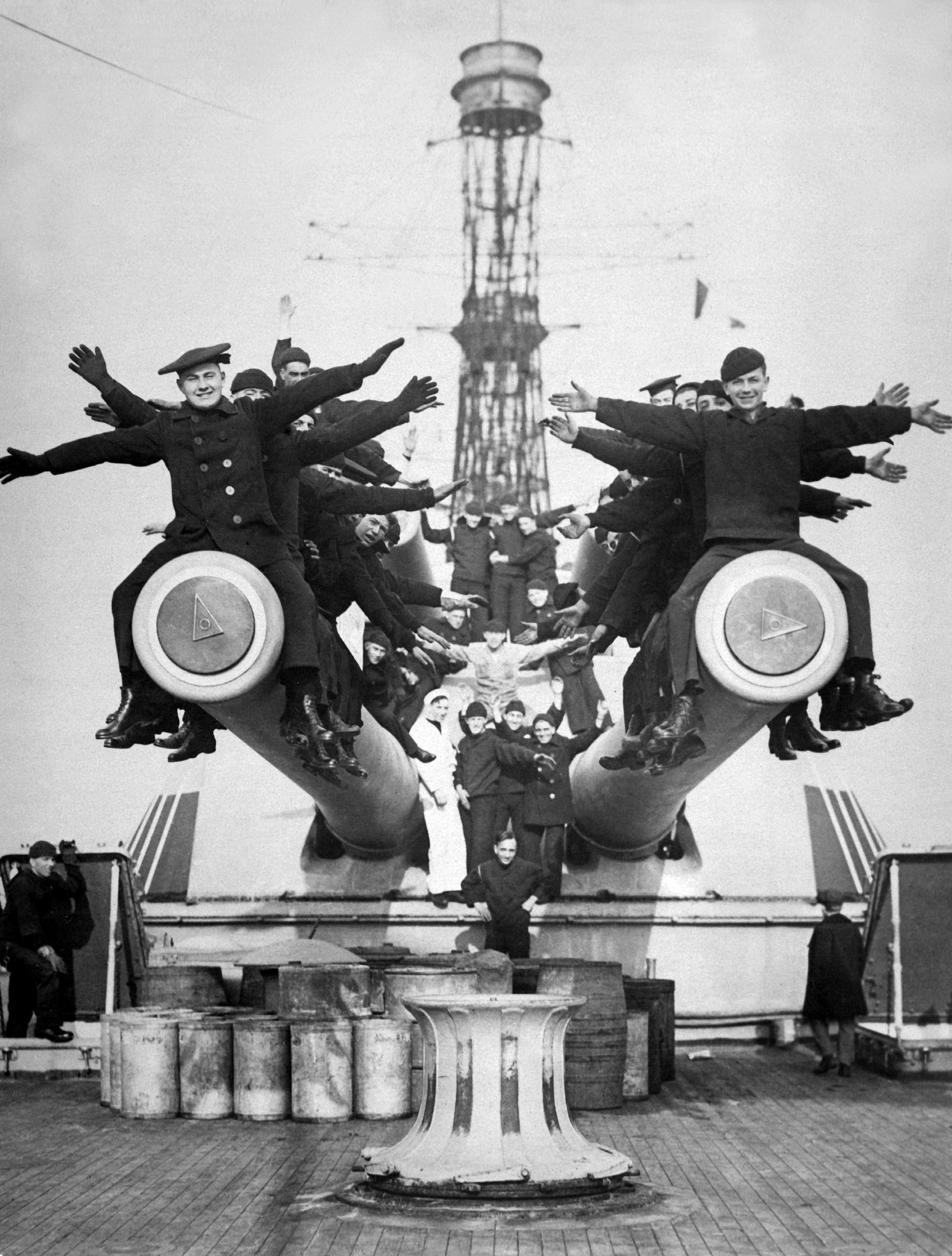
从外海返回的德克薩斯號（1918年摄）

美軍在1910年6月24日授權建造德克薩斯號，並開始招標，最終由紐波特紐斯造船廠以5,830,000美元得標（裝甲及其他配置不算在內），並於12月17日正底簽約。龍骨在1911年4月17日安放，並於1912年5月18日舉行了下水禮，1914年3月12日正式服役。
德克薩斯號安裝了5座14英寸／45 Mark8雙聯裝主炮，配備1500磅的穿甲彈，射程達13哩（21公里）。副炮則是21門5英寸／51高炮。原設計上德克薩斯號裝上了四支魚雷管，同時可發射12支魚雷。德克薩斯號也採用了先進的活塞蒸汽引擎。雖然美軍在1914前後已逐步採用燃油渦輪引擎，但德克薩斯號的機動力，卻仍是數一數二，能在非緊急動力下，以21節速度航行4小時。

## 1914–1917年
1914年3月24日德克薩斯號抵達諾福克海軍造船廠，兩日後航行至紐約布魯克林造船廠，並在此後三星期開始安裝基本火控系統。
在紐約停留期間，墨西哥發生了軍人扣押美軍炮艇事件。事件雖迅速在當地和解平息，但海軍少將亨利·湯瑪斯·梅奧卻要求墨西哥政府進一步表示歉意：官方必須否定軍人所為，並向美國國旗鳴廿一響禮炮，以示尊重美國。此要求進一步惡化兩國關係。美國總統威爾遜則視之為一大好機會，藉機向他眼中「不民主」的國家施壓。在未經國會討論下，威爾遜命海軍少將弗萊德·弗萊徹率艦航向墨西哥海域，登陸韋拉克魯斯，並佔據當地海關以示報復。軍事行動於4月21至22日正式展開。

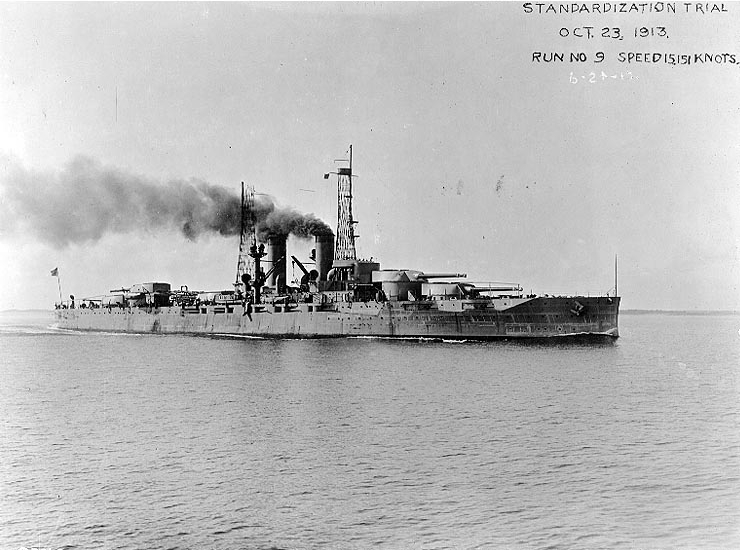
德克薩斯號進行第9次適性試航，正以15節前進。圖中仍可見艦首的油漆並未徹底油上，兩支主桅杆亦未完工。

由於事出突然，德克薩斯號在未試航及進行試航前維修下，就在5月13日倉促參與行動。她先在漢普頓錨地停留了5日；在26日正式加入了弗萊徹的艦隊，並在未來兩個月為美軍進行近岸火力支援。直到8月8日，德克薩斯號才離開墨西哥，繞道古巴，最後於21日返回紐約船廠。
同年9月6日，德克薩斯號加入了大西洋艦隊，開始執行定期的海軍行動，來回於美墨之間：10月時抵達墨西哥灣韋拉克魯斯附近，11月4日航向加爾維斯敦，11月14日再轉向坦皮科，並在韋拉克魯斯停留近一個月。直到12月20日德克薩斯號離開墨西哥海域，於28日返回紐約船廠，並維修至1915年2月16日。5月25日，德克薩斯號與南卡羅萊納號、路易斯安那號及密歇根號，拯救了一椿撞船事件的乘客。1916年，德克薩斯號成為了第一艘安裝防空高炮以及遙距火控系統的美國戰艦。

## 一次世界大戰
在美國加入一次大戰前，德克薩斯號主要在新英格蘭及西印度海域，與冬季艦隊進行戰略與射擊演習。當美國為了回應德國的無限制潛艇攻擊，而於1917年4月6日正式加入大戰，她與其他大西洋艦隊戰艦都停泊在約克河河口。8月中，德克薩斯號開始訓練水兵，準備適應護航商船，艦隻又到紐約作短暫維修。9月26日，她被派往傑斐遜港，準備起程往英國作戰。
就在此關鍵時刻，一段小插曲令戰鬥被迫順延。9月27日，德克薩斯號在Block Island意外擱淺，一半以上的艦身都被卡在陸地，艦底亦嚴重受損。意外主因，是艦長及領航員要規避長島海灣的水雷陣，同時又被近岸燈光誤導，最後錯誤衝上小島。船員在首3日試圖自行脫困：將不必要物質轉到同行船隻，以減輕重量；甚至挖開、清理航道，但徒勞無功。30日晚拖船終於抵達，並且嘗試將德克薩斯號拖走。據船員回憶，起初德克薩斯號「連動也沒動」，令船員一度陷入沮喪之中。德克薩斯的姊妹艦紐約號亦在同行之列，艦員開始為德克薩斯號打氣，大喊「來吧，德克薩斯！」（Come on! Texas!）。不可思議地，德克薩斯號開始稍作顫動，然後順暢地駛出小島脫困。這一口號很快便被用作德克薩斯號的格言，直至今日。事後軍方將所有責任歸咎於領航員，而德克薩斯號亦要回船廠進行復修。她的戰鬥任務被迫延期至11月以後。維修期間，5支副炮一度被拆走，以方便維修。

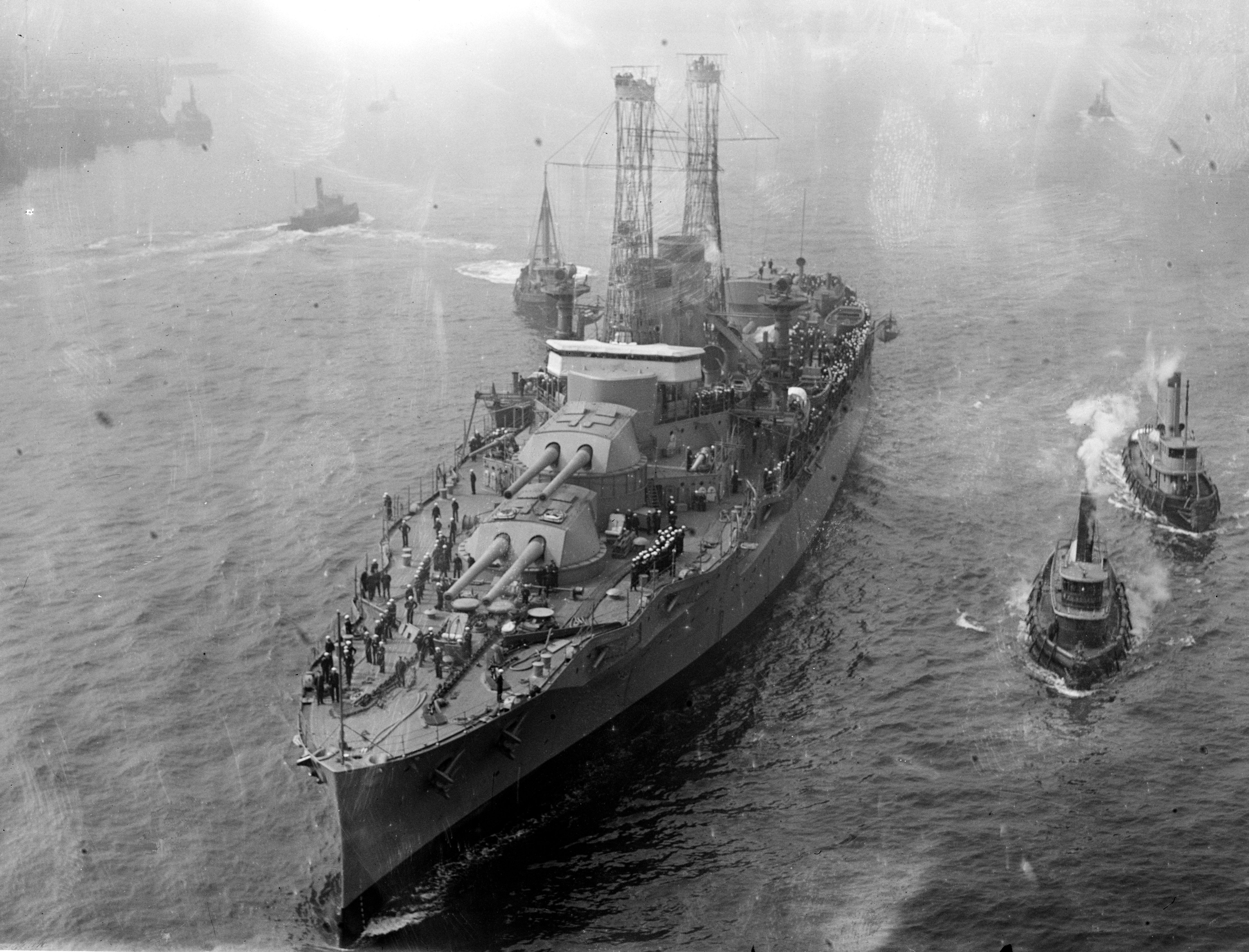
1914年的德克薩斯號。圖中仍可見艦隻現代化前的2支主桅杆，現代化後則改為1支。

同年12月，德克薩斯號完成了復修工作，並到約克河作模擬戰鬥訓練。1918年1月中，德克薩斯號再度返回紐約，隨即被派往歐洲戰場。1月30日抵達蘇格蘭奧克尼群島斯卡帕灣，並加入了英國主艦隊的第六分隊。
5日後，德克薩斯號在一戰首度（也是最後一次）在戰鬥中開火。當日她發現了1艘德國潛艇，即時以其副炮攻擊，炮彈剛好落在潛艇緊急下潛前的位置。不久，一支魚雷朝德克薩斯而來，但沒有命中。其後，德克薩斯號主力擔任護航任務，偶然也會支援英軍第四分隊對德國的海上封鎖。在4月24日前後，德國公海艦隊試圖從翡翠灣（德国北海沿岸的一个海湾）突圍，威脅一隊護航小組，德克薩斯號隨即出發支援第二分隊進行阻截。雙方在4月25日進入視野範圍，但由於未進入射程，兩邊艦隻都沒有接戰。德國艦隊在稍後返回基地，而德克薩斯號與其他英國艦隻亦在一兩日後返航。
直到6月，德克薩斯號才再接下新任務。6月9日，德克薩斯號重返斯卡帕灣，於6月30日至7月2日之間擔任水雷艇的護航艦，至7月8日與英國主艦隊進行戰術訓練。由於德國艦隊被進一步封鎖在港口之內，英美艦隊準量避免與德艦直接交火，避免造成無謂損失。此一策略一直維持到1918年11月11日康邊停戰協定為止。11月20日晚，德克薩斯號及英國艦隊和德國投降艦會合，並在12月4日轉到英國波特蘭港。

## 兩戰之間
1918年12月12日，德克薩斯號與美國艦隊前往迎接美國總統威爾遜的專船，此時威爾遜正前往巴黎和會會場。在早上艦隊與專船會合，並提供護航至法國城市布雷斯特。當晚，美國艦隊離開並前往波特蘭港，於14日準備返回美國。在聖誕節當日，德克薩斯號進入紐約外海，並於次日泊入港口。
在大修之後，德克薩斯號在1919年重返大西洋艦隊，進行一般任務。在3月則被用作海上飛行實驗。3月9日，中尉指揮官麥克唐納從艦上駕駛一架英國製飛機起飛，是美軍首次在戰艦起飛偵察機 。
在一次實彈射擊中，一個德克薩斯號的飛行中尉，在偵察機上準確地報告了炮彈落點。據軍方統計，在偵察機的輔助下，艦炮的命中率比目測提高了2倍之多，為海軍開拓了新戰術。此後美國由戰艦到巡洋艦，都劃一裝上偵察機。

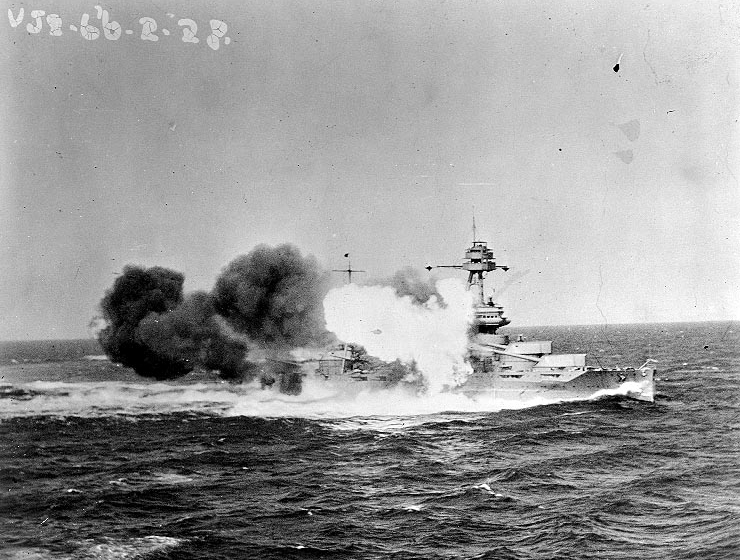
德克薩斯號的14英寸巨炮齊射。攝於1928年2月。

1919年中，德克薩斯號加入了太平洋艦隊，在7月17日被賦予BB-35的代號（海軍當時採用新式電碼呼號）。在和平時期，德克薩斯號是美軍的主力艦艇之一。值得注意的是，德克薩斯號在太平洋艦隊的射擊成績甚為標炳，屬艦隊之冠，其煙囪長期保留著耀眼的E字（E為Excellent簡寫，即優秀之意），在主炮上更有無數個E字。
德克薩斯號直到1924年才重返美國東岸，進行例行大修。此後一段時間作為訓練船隻，由海軍軍校的準艦長操控，往返大西洋之間，以考核資歷及晉升軍階。同年的11月25日，基於華盛頓海軍會議，德克薩斯號與姊妹艦紐約號擊沉了未完工的科羅拉多級戰艦三號艦，華盛頓號 (BB-47)，不久又被編入偵察艦隊（Scouting Fleet）。1925年，德克薩斯號進入諾福克船廠進行大規模現代化改修，將兩支網狀桅杆改為一支三腳狀前桅杆，燃煤鍋爐則改用燃油，並將火控系統升級。
改修後，德克薩斯號被升為美國艦隊旗艦，並於美國東海岸執行任務。在1927年的9月與12月之間，她又作了一個往來太平洋的短暫巡航。同年德克薩斯艦也第一次提供了有聲電影，給予士兵娛樂。接近年終，德克薩斯號再度返回大西洋偵察艦隊執行任務。1928年1月，德克薩斯號搭載了當時的美國總統柯立芝前往古巴哈瓦那，參與泛美會議，然後經巴拿馬運河到西海岸與夏威夷艦隊進行軍事演習。
德克薩斯號於1929年初返回紐約進行例修，並且於3月再度於太平洋作短暫巡航，同年6月德克薩斯號返回大西洋的偵察艦隊。1930年4月，德克薩斯號擔任了利維坦號的護航艦，順道返回紐約，船上的貴賓是美國在倫敦海軍會議的代表團。1931年1月，德克薩斯號再度成為美國艦隊的旗艦，並經馬拿馬運河前往新的母港：加州聖地牙哥，此後6年亦未再作變更。期間，德克薩斯號擔任整隊艦隊旗艦，不久後又改為1號戰艦分部的旗艦。1936年德克薩斯號短暫離開太平洋，再次在大西洋擔任海軍軍校的水兵官階晉升考核，完成任務後即時返回太平洋，加入太平洋戰鬥艦隊。
1937年夏天，德克薩斯號再次駛至東岸，作為美國艦隊的訓練分遣小隊旗艦。1938年終與1939年初之間，德克薩斯號被指派為新成立的大西洋分隊的旗艦。但主要工作仍為訓練水兵、晉升考核、軍事演習等等。在同年12月，德克薩斯號裝上了由RCA製作的UHF-band (80-cm) CXZ雷達，CXAM-1型雷達則在1941年8至10月間裝上，其時珍珠港事件已經發生。

## 二次大戰

### 早期活動
1939年9月，歐洲戰事再起之時，德克薩斯號正在進行中立性巡航，這與美國起初希望與戰爭保持距離的國策有很大關係。但隨著羅斯福總統對同盟一方的援助日漸積極，德克薩斯號也開始負責運送租借法案的物料前往英國。1941年2月1日，海軍上將恩斯特·金恩在德克薩斯號上升起其指揮官旗，美國第1海軍分部（作為大西洋艦隊的改革）在艦上正式成立。同年的中立巡航期間，德克薩斯號亦擺脫了德國U-203潛艇的追蹤。
1941年12月7日，日本海軍偷襲珍珠港，美國旋即加入二次大戰。當時德克薩斯號正在緬因州海岸休整，並準備前往英屬紐芬蘭的海軍基地停留3個月。10日之後，德克薩斯號到達紐芬蘭，並等到1942年1月才接到新的護航任務，前往英國。護航完畢後，德克薩斯號在冰島一帶巡邏，直至3月方才回航返美。期間，副炮數量被下調至6門。此後半年，德克薩斯號繼續擔任護航艦隻，包括護送士兵及貨物前往英國、海軍及海軍陸戰隊前往巴拿馬甚至瓜達爾卡納爾島、運送部分士兵到塞拉利昂自由城。

### 火炬行動
10月23日，德克薩斯號作為34.8機動團（Task Group 34.8）的一員，終於參與了北非一項主要戰鬥：火炬行動。機動團以利奧泰港（Port Lyautey）附近的馬赫迪亞（Mehedia）為目標，於11月8日早上抵達海岸。盟軍登陸時，德克薩斯號未有即時參與作戰任務，反而先向陸上維希法軍傳達了當時三星上將艾森豪威爾的無線電通話（亦稱自由之音，Voice of Freedom），呼籲法軍不要阻止盟軍登陸北非。在當時的戰爭理論，兩棲協同作戰仍在早期實驗階段，登陸前的艦炮轟擊未有受到重視，而陸軍更堅持由自己完成任務。
到中午時段，德克薩斯號終於加入戰鬥，按陸軍要求炮轟了港內一個彈藥庫。之後一星期，德克薩斯號往來摩洛哥海域之間，進行類似的炮擊任務。此場戰鬥，德克薩斯號只用了273發14英寸炮彈，與及6發5英寸副炮彈。部分船上水手亦有下水，協助打撈沉沒的物資。在摩洛哥期間，CBS的戰地記者沃爾特·克朗凱特亦經德克薩斯號上岸。 11月16日，德克薩斯號離開北非，與輕巡洋艦薩凡納號航空母舰 （CL-42）、護航空母桑加蒙級護航航空母艦、補油艦肯纳贝克号航空母舰 （AO-36）、4艘運輸艦及7艘驅逐艦，返回紐約母港。

### 諾曼第戰役
整個1943年，德克薩斯號都在擔任護航任務。由於其母港在紐約，德克薩斯號多次橫渡大西洋前往達爾貝達、直布羅陀與及英國海港。這些任務持續至1944年4月22日，盟軍中止相關任務為止。德克薩斯號停留在蘇格蘭佳德河口，並開始針對諾曼第登陸的訓練。

#### 演習

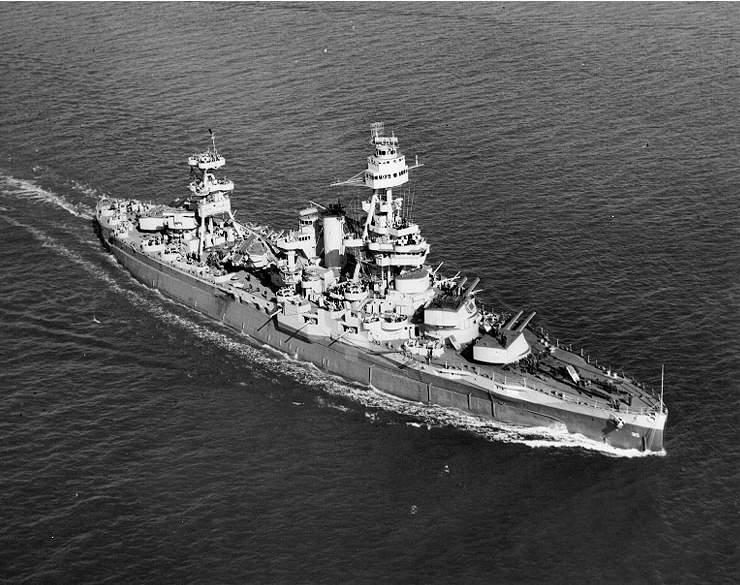
德克薩斯號離開諾福克。攝於1943年3月13日。

在其後一段日子，德克薩斯號與皇家海軍拉米利號及羅德尼號戰艦進行了無數次的實彈射擊演練。由於皇家空軍的飛機在上空協助觀測，命中的精度大為提高。4月29日，德克薩斯號與美國戰艦內華達號及阿肯色號在北愛爾蘭東海岸集合，拆除了飛機彈射器等、增加無線電通訊設備、無線電導彈干擾裝置等等。最終演習在北愛爾蘭進行期間，艾森豪威爾於5月19日登上德克薩斯號並向船員發表講話。5月31日德克薩斯號下錨，艦長向船員簡述緊接的任務：德克薩斯號將在奧馬哈海灘擔任西部機動部隊（Western Taskforce）炮擊隊的旗艦，並候命支援美國步兵第1師於東半部、步兵第29師於西半部及第2與5遊騎兵隊於奧克角的行動。
由德克薩斯號組成的炮擊隊將主力炮擊西半部的奧馬哈，阿肯色號則負責東半部。另外英、美、法的13艘驅逐艦與3艘巡洋艦，則在奧馬哈灘的最東面。
6月3日，德克薩斯號帶領的艦隊開入諾曼第，與厭戰號等皇家海軍軍艦會合。6月4日早上7時，機動部隊因惡劣天氣而暫時撤離，在傍晚，機動部隊開進預定區域，並通過奧馬哈對開的水雷區。由於掃雷艦的表現優秀，沒有任何艦隻觸雷受損。

#### D-Day
6月6日凌晨，德克薩斯號與格拉斯哥號開進奧馬哈的西半部奧克角，進入開火位置。當地集結了702艘艦艇，包括7艘戰艦及5艘重巡洋艦。
首輪炮轟在上午5時50分開始。德克薩斯號連續開火34分鐘，發射了255發14英寸炮彈，平均每分鐘7.5發，是其在二戰中的最長持續發炮紀錄。其5英寸副炮亦有從旁協助，總共摧毀了6門海防炮。6時26分，德克薩斯號將火力轉移到奧馬哈西部邊緣，炸毀德軍撤退道路；在傘兵跳傘後，則改為轟炸內陸設備。
正午，由於德軍的火力出乎意料的猛烈，而盟軍又缺乏坦克與火炮進行轟擊，登陸部隊漸漸崩潰。部分驅逐艦指揮官率先意識到情況危急，冒險通過雷區，在接近擱淺的岸邊提供火力支援。稍後德克薩斯號亦靠近岸邊，一度停在離岸3,000碼淺水帶，主炮亦要以接近0度開火，轟擊碉堡內的機槍陣地及狙擊手。當日稍後，戰艦則改為炮轟內陸的防空設施。
6月7日，德克薩斯號收到奧克角的遊騎兵求救，這些遊騎兵已快用盡彈藥、兵力分散，且死傷慘重。戰艦派出了2艘小船前往營救，並帶回34個傷兵，以及不少的德軍戰俘，在艦上接受審問。稍後戰俘乘坐登陸艦前往英國。同日稍後，德克薩斯號又以主炮猛烈轟炸德軍軍營，傍晚則摧毀了一個迫擊炮陣地。午夜時分，德國軍機向盟軍戰艦反擊。德克薩斯號的艦尾輕微受損，而其防空炮火開始還擊時，敵機早已遠去。6月8日德克薩斯號再摧毀了數個地面目標。
完成任務後，德克薩斯號到普利茅斯進行修理與及補充彈藥，在6月11日回到法國海岸，並為盟軍支援登陸直到15日。當日盟軍士兵已深入敵陣，為了發揮最大射程，德克薩斯號故意讓艦尾魚雷管入水，令艦首抬升2度，以作射擊。6月16日，登陸部隊已完全超出射程範圍，德克薩斯號則被指派往另一戰場。

### 瑟堡戰鬥

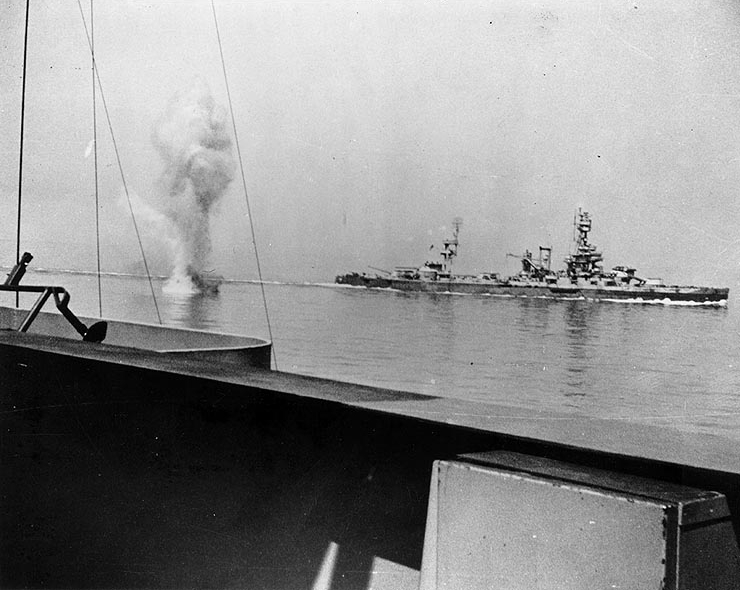
瑟堡戰鬥中，1顆240毫米炮彈落在德克薩斯號與阿肯色號之間。在這場戰鬥中德克薩斯號身中兩彈，亦是服役中僅有的一次受損。攝於1944年6月25日。

6月25日，德克薩斯號、阿肯色號、內華達號、4艘巡洋艦及11艘驅逐艦組成艦隊，航向瑟堡-奧克特維爾，支援美軍從側翼進攻該市。航行途中，指揮官改變計畫，將德克薩斯號與阿肯色號派到瑟堡以東6哩，攻擊擁有4門240毫米火炮的漢堡炮陣（Battery Hamburg）。
12時8分，阿肯色號率先向德軍陣地開火，德軍炮手則靜待兩艦進入射程還擊。半小時後，3顆炮彈落在德克薩斯號四周，船長下令還擊。5分鐘後，德克薩斯號進行了兩次齊射。但炮彈在陸上造成大量煙霧，令戰艦無法準確測量及瞄準，德軍繼續頑抗。下午1時16分，1發240毫米炮彈在德克薩斯號的指揮塔擦過，將其火控系統的潛望鏡組件撞碎，碎片即時令塔上4人受傷。炮彈最後下墮，擊中艦橋爆炸。爆炸令到操舵室被扯起4呎，內部嚴重損毀，造成1死11傷。但幸運的是，艦長竟然毫髮無損，艦橋操作迅速回復正常。戰艦繼續以其14英寸火炮進行齊射，終於在1時35分，直接命中1座炮塔。
大約2時，另一顆炮彈再度擊中德克薩斯號。這次炮彈貫穿了水兵住艙及一個准尉特別室，以及船底，但炮彈沒有爆炸。戰後海軍的拆彈專家在朴次茅斯拆除炸彈，現在仍存放在艦上作展品。3小時的戰鬥，德軍總共向德克薩斯號發射了超過65發，而德克薩斯號則共發射了206發，直到3時撤出戰鬥。

### 龍騎兵行動
在朴次茅斯維修後，德克薩斯號前往法國南部。7月16日，她離開貝爾法斯特海灣，向地中海進發，途中在直布羅陀及奧蘭停留。稍後，德克薩斯號與3艘法國驅逐艦會合，前往蔚藍海岸。8月14日，艦隊抵達聖特羅佩（Saint-Tropez），內華達號與費城號（CL-41）先後加入。
8月15日凌晨4時44分，德克薩斯號開進港灣，準備在登陸前掃清障礙。6時51分，14英寸巨炮開火，即時摧毀了一個火炮陣地。行動指揮官起初估計，灘頭的防禦工事固若金湯，障礙重重，故此命所有戰艦靠近至近岸3,000碼範圍，作近距轟炸。但事實上，灘頭的防禦不堪一擊，一個半小時的炮轟幾乎將簡陋的工事夷為平地。故此登陸部隊在遇到極少抵抗下，迅速佔領灘頭，並向內陸推進。由於登陸進度理想，當地已不需要艦隊支援。故此德克薩斯號在8月16日晚離開法國南部，途中在西西里的巴勒摩短暫停留。最後，德克薩斯號終於重返美國本土，於1944年9月14日進入紐約。

### 硫磺──沖繩

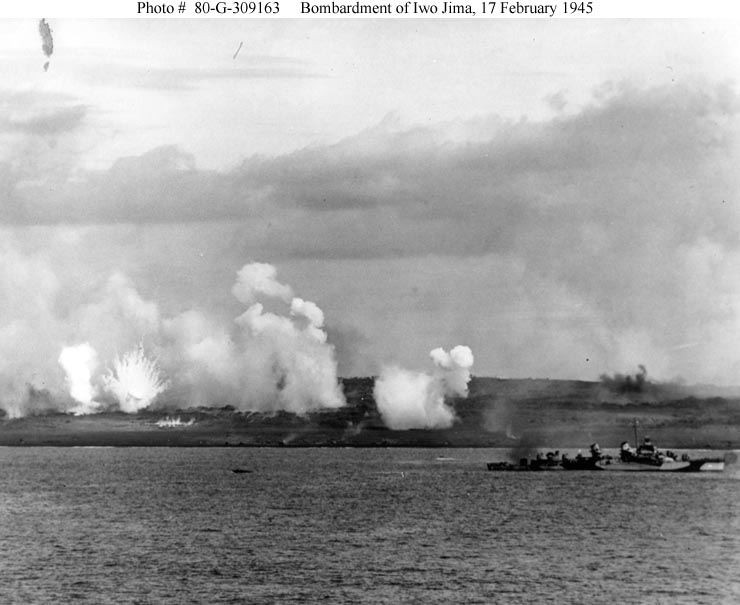
德克薩斯號在進行登陸硫磺島前的轟擊，相片在德克薩斯號上拍攝。圖中可見一艘弗萊徹級驅逐艦。攝於1944年6月25日。

德克薩斯號在紐約進行了36日大修。1944年11月，她離開紐約，經巴拿馬運河、長灘，最後在聖誕節抵達珍珠港。接下的1個月，德克薩斯號被派往烏利西環礁（Ulithi Atoll）作機動部隊。2月10日，她航向馬里亞納進行演習，然後前往硫磺島。
2月16日，德克薩斯號抵達目的地，離發動總攻尚有3日，故她先為登陸部隊轟擊工事陣地。2月19日，美軍開始登陸，德克薩斯號改為作火力支援。由早到晚，攻守雙方都總可看到其主炮開火。但由於日軍頑抗，到2月尾德克薩斯號才勉強完成任務，返回烏利西環礁，準備進攻沖繩島。硫磺島的戰事則要到3月16日才終告完結。
3月21日，德克薩斯號加入專責火力支援的TF-54（機動部隊 54），並於26日抵達琉球。她並沒有直接參與佔領，在起初負責登陸前炮擊。在接著6日，她進行了無數次齊射，並只在傍晚方離開近岸射擊位置。由於日軍採取死守戰術，故此對德克薩斯號的威脅並非來自陸上。轟擊期間，斷續有神風特攻隊自殺戰機試圖襲擊德克薩斯號，但全部失敗。4月1日，美軍登陸。德克薩斯號間中仍會作火力支援，並且擊落了1架神風戰機，助攻則有3架。

### 大戰結束
5月尾，德克薩斯號撤退到菲律賓萊特島，並駐守當地，直至8月15日日本宣佈無條件投降為止。她在8月尾改到沖繩島，並於9月23日參與魔毯行動，接載大批美軍返國。10月15日，德克薩斯號抵達加州聖佩德羅，並在27日參與慶祝海軍日（Navy Day），然後再往前線接載軍兵。11至12月之間，她總共往返歐胡島及加州3次。總括整場大戰，德克薩斯號的艦員傷亡並不嚴重，只有15人（瑟堡戰役造成1死13傷，另1人則在琉球戰役受傷。）

## 退役生涯

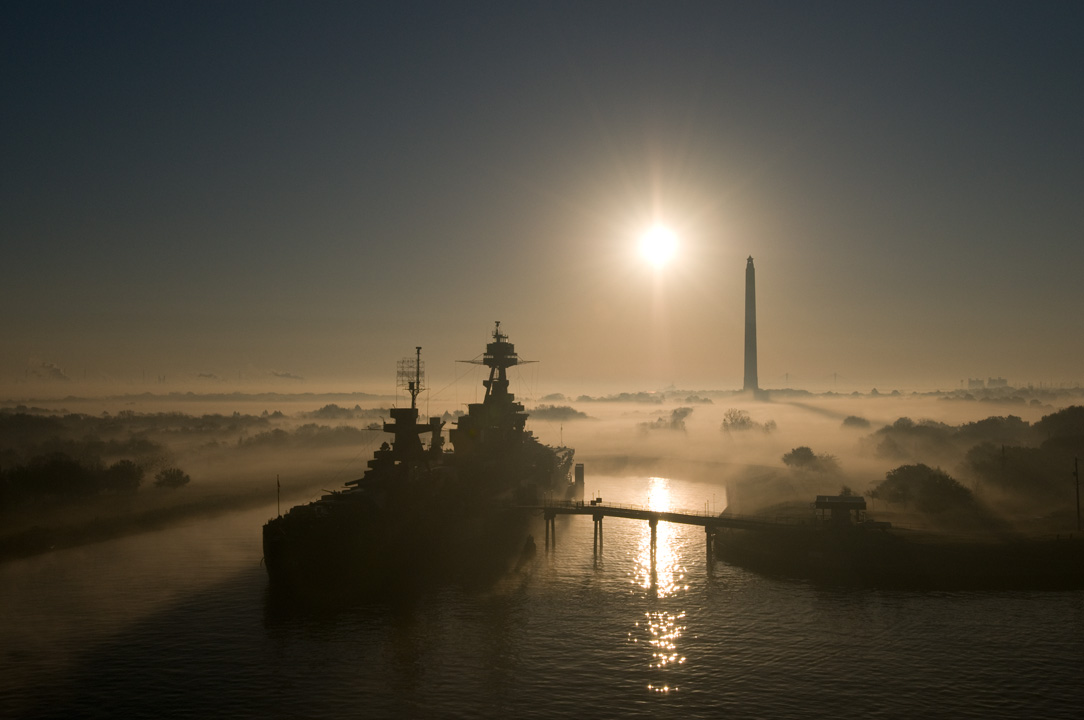
2007年的一個日出，地面薄霧仍未散去：德克薩斯號再迎來新的一天。背景的高塔為聖哈辛托紀念碑。

1946年1月21日，德克薩斯號離開美國西岸，經巴拿馬運河，在2月13日返回諾福克，編入預備役。6月18日，她開始停駐在巴爾的摩。
1947年4月17日，「德克薩斯號委員會」成立（The Battleship ''TEXAS'' Commission），準備將艦隻購入，在德州用作博物館。首項支出便是將艦隻由巴爾的摩拖到聖哈辛托（San Jacinto），用了225,000美金。 1948年3月17日，德克薩斯號啟程，前住以其為名的德州，並預定在聖哈辛托紀念碑（San Jacinto Monument）對開的水道下錨。4月20日，德克薩斯號抵達，並於次日，4月21日正式移交委員會管理，作永久博物館。巧合的是，112年前聖哈辛托戰役就在當日爆發，最終德克薩斯共和國成立，並於1845年加入美國。她的艦名於4月30日從海軍名冊上移除。儘管只具象徵意義，在移交當日，德克薩斯號被任為德州海軍的旗艦。
但除役後的德克薩斯號，卻要面對另一個敵人：時間。而這遠非一艘戰艦本身能夠抵抗。先前籌募的鉅款，並沒有包括往後的維修費用。在缺乏保養下，德克薩斯號逐漸老化：甲板的塑料面裂開；艦體滲水；鋼鐵生鏽；內部油漆剝落；排水系統失靈令艦體入水等等。1968年，木製甲板嚴重腐爛，雨水甚至能由此漏入船艙，造成水浸。由於重造木甲板所費不菲，委員會決定採用較廉宜的水泥代替，但水泥面很快又再裂開，漏水問題進一步惡化。
到1970年代，德克薩斯號才再度面臨曙光。1971年，3個本地慈善組織，為德克薩斯號籌得50,000美金，委員會終於可為她上油與及噴砂。同時，媒體亦以此大造文章。部分報刊甚至煽情地指，德克薩斯號受委員會的疏忽及缺乏經費正面「攻擊」，卻無法「還以顏色」。大眾開始對這艘歷盡滄桑的名艦予以重視。1975年，德克薩斯號被美國機械工程師學會評為國家級機械工程歷史地標（National Historic Mechanical Engineering Landmark），在1976年再被美國國家公園管理局評為國家級歷史地標。
管理問題亦有改善跡象。1983年，州政府決定從委員會手上，取回德克薩斯號的管理權，交由德州的公園及野生生物部門（Texas Parks and Wildlife Department, TPWD）管理。8月31日，委員會正式解散。TPWD接管後，對德克薩斯號可謂倍加呵護。首先，部門特意聘請了海軍造船員公司的專家，對艦體進行評估，準備送往維修。報告指，德克薩斯號的密封系統損耗嚴重、艦體多處直接接觸海水、大部分內部組件更注滿雨水，並指德克薩斯號必須盡早到乾船塢進行大修，否則後果嚴重。維修前，專家準備了多項措施，保護艦體脆弱的纖維，以及內部結構。
州政府為德克薩斯號，用了5年時間籌募經費，總共籌得15,000,000美金。 終於到1988年12月13日，德克薩斯號在搖擺不定下，被拖到加爾維斯敦的托德太平洋船廠（Todd Pacific Shipyards），進行了14個月的維修，以回復她在1945年的狀態。船廠工人為艦體及上層建築都重新噴砂上油，並更換了艦上數以噸計的生鏽物料。艦體頂部裝甲，及內部的橫樑亦予以更換。最後，工人用松木重鋪了整塊甲板與及側樑，並換上了新的防空炮。工程總共使用了超過375,000磅鋼鐵，更換或翻新了40%的艦體。
1990年2月24日，拖船將德克薩斯號由乾船塢拖到另一維修站作進一步修理。7月26日，煥然一新的德克薩斯號回到2年前聖哈辛托的錨地，並在1990年9月8日重開予公眾參觀。
2007年11月6日，州政府通過了2007年德州憲法修正案选举，撥出25,000,000美金，將德克薩斯號以隔離河水方式下錨，避免受工業腐蝕劑污染的河水侵蝕艦身。工程預計到2011年完工，會在河床堆積1,000塊混凝土，令船臺提升到水下38呎，形成一厚5呎，佔地108,800平方呎的基石。基石的直樑將會支撐艦體，使之懸於水上。水面則會為遊客興建平台及小道，方便進出船艦。工程完工後，德克薩斯號又將增添另一紀錄：第一艘大型艦隻被永久離水停泊（Dry-docked）。
德克薩斯號亦是8艘博物館戰艦中，最古舊的一艘。其他7艘分別是麻薩諸塞號、阿拉巴馬號、北卡羅萊納號、新澤西號、密蘇里號、威斯康辛號、及愛荷華號

## 大眾媒體
在退役後，德克薩斯號參與了多部電影製作。如1966年聖保羅號砲艇（The Sand Pebbles）。
2001的電影《珍珠港》，德克薩斯號扮演西維珍尼亞號（即黑人水手多里斯·米勒服役的艦隻，片中的搏擊及空襲場面取景於此）。大黃蜂號的船艙亦取景自德克薩斯號，在電影中她正前住空襲東京。
德克薩斯號亦參與了2006年的與兩部電影。在兩部電影中，德克薩斯號扮演了61年前的自己：為登陸硫磺島的美軍提供火力掩護。
2015年的多人對戰電腦遊戲《戰艦世界》中，德克薩斯號戰艦作為金幣船艦在遊戲中推出。雖然遊戲中已有可免費取得的同型艦紐約號，但在遊戲中德克薩斯號的防空武備則按照二戰末期的配置佈局，而非按二戰初期現代化改造時配置的紐約號。與其他在戰艦世界中作為金幣船艦上架的、現已作為博物館的船艦一樣，遊戲中德克薩斯號的販售所得會有一部分捐贈給現實中的德克薩斯號博物館。

## 備註
1. ↑  歷史最長的前無畏艦則為日本的三笠號戰艦，與無畏艦本身有所分別。德克薩斯號更極可能為世上現存的最後一艘無畏艦。
2. ↑  暫時統計，另外數艘分別為米蒂亞號，英國皇家海軍的M33淺水重炮艦（英语：HMS M33）、輕巡洋艦HMS Caroline（英语：HMS Caroline (1914)）、希臘裝甲巡洋艦Georgios Averof及保加利亞魚雷艇Drazki（英语：Drazki torpedo boat）等等。
3. ↑  NC-4艦載偵察機，並非民用機種。
4. ↑  RCA設計的CXZ型雷達屬於實驗性；美國海軍研究實驗室設計的XAF雷達（英语：XAF radar）則在在稍早時於德克薩斯號的同級艦──紐約號上安裝測試，最後結合CXZ型優點改良成為CXAM型防空雷達（英语：CXAM radar）。CXAM-1型於1941年8至10月分別安裝在14艘軍艦上，德克薩斯號是其中一艘。
5. ↑  第一艘改建成博物館的戰艦是日本的三笠號戰艦。美軍第一艘則為奧勒岡號（BB-3）。但奧勒岡號只時暫借予奧勒岡州，在二戰時再被徵召入伍，並且沉沒。故此德克薩斯號才是第一艘永久博物館艦。
6. ↑  詳見美国国家历史船舶、沉船和造船厂列表（英语：List of U.S. National Historic Landmark ships, shipwrecks, and shipyards）
7. ↑  皇家海軍的HMS Benbow則是世界第一艘戰船搭建了防空炮，時間為1914年。
8. ↑  反艦導彈如德製的Fritz X是世上其中一種最早的短程導彈。德國空軍用這些導彈攻擊運輸船隻，並擊傷部分船隻如薩凡納號，甚至擊沉大型戰艦如意大利戰艦羅馬號（1940）（義大利語：Roma (nave da battaglia 1940)），直至至無線電干擾裝置出現才開始失效。
9. ↑  阿肯色號在奧馬哈東邊、內華達號在猶他灘、拉米利斯號與厭戰號在劍灘（厭戰號稍後移往金灘）、羅德尼號則在朱諾灘。只有納爾遜號沒有參與起初的炮轟，作為備用火力。見 NORMANDY LANDINGS, Operation "OVERLORD"; 6th June 1944 （页面存档备份，存于）.
10. ↑  鼓魚號潛艇（SS-228）與傑特號驅逐艦（Kidd, DD-661）亦以相近方法離水下錨，但要支撐起像德克薩斯號般的重型艦隻，則還是首次。
11. ↑  艾奧瓦號暫時並非公開博物館，仍在等待捐贈給非牟利機構。